# Sorin-Adrian Vornicu-Nichifor
Sorin-Adrian Vornicu-Nichifor este un fost senator român în legislatura 1992-1996 ales în județul Neamț pe listele partidului FSN. În iulie 1993, Sorin-Adrian Vornicu-Nichifor a devenit membru PD. În cadrul activității sale parlamentare, Sorin-Adrian Vornicu-Nichifor a fost membru în comisia pentru apărare, ordine publică și siguranță națională și în comisia pentru cercetarea abuzurilor, combaterea corupției și petiții.      

## Legături externe
- Sorin-Adrian Vornicu-Nichifor la cdep.ro